# ماساهیتو، شاهزاده هیتاچی
ماساهیتو، شاهزاده هیتاچی (به ژاپنی: 常陸宮正仁親王, Hitachi-no-miya Masahito Shinnō)؛ زادهٔ ۲۸ نوامبر ۱۹۳۵) پزشک، و شاهزاده، پسر امپراتور هیروهیتو اهل ژاپن است.